# Céline Kaiser
Céline Kaiser (* 16. Dezember 1998 in Herten) ist eine deutsche Triathletin. Sie ist Weltmeisterin im Aquathlon (2022) und Vizeweltmeisterin im Duathlon (2022).

## Werdegang
2019 gewann Céline Kaiser bei der Weltmeisterschaft Triathlon in Lausanne die Bronzemedaille in der Altersklasse der Frauen 20–24 Jahre.
Bei den Crosslauf-Europameisterschaften 2021 belegte sie den 45. Rang und holte in der Teamwertung (mit Alina Reh, Konstanze Klosterhalfen, Domenika Mayer und Vera Coutellier) die Silbermedaille für Deutschland.
Im Juni 2022 wurde die 23-Jährige in Rumänien Vizeweltmeisterin Duathlon. Im August wurde Céline Kaiser im slowakischen Šamorín ITU-Weltmeisterin Aquathlon (2,5 km Laufen, 1 km Schwimmen und 2,5 km Laufen) und im September wurde sie in Brasilien Studenten-Weltmeisterin Triathlon.
Im Mai 2023 wurde die 24-Jährige in Spanien Dritte bei der Aquathlon-Weltmeisterschaft.

### Privates
Céline Kaiser machte ihr Abitur am Lise-Meitner-Gymnasium in Grenzach-Wyhlen und ist seit 2019 Jurastudentin in Nürnberg.

## Sportliche Erfolge
| Datum/Jahr    | Rang | Wettbewerb                                               | Austragungsort | Zeit     | Bemerkung                                             |
| ------------- | ---- | -------------------------------------------------------- | -------------- | -------- | ----------------------------------------------------- |
| 26. Nov. 2022 | 1    | Asia Triathlon Cup                                       | Ipoh           | 01:00:56 |                                                       |
| 23. Okt. 2022 | 10   | Africa Triathlon Cup                                     | Tanger         | 01:03:39 |                                                       |
| 10. Sep. 2022 | 1    | FISU World University Triathlon Championship Mixed Relay | Maceio         | 01:18:45 | mit Jannik Schaufler, Wilhelm Hirsch und Bianca Bogen |
| 9. Sep. 2022  | 1    | FISU World University Triathlon Championship             | Maceio         | 00:59:24 |                                                       |
| 14. Sep. 2019 | 39   | ETU Triathlon European Championship U23                  | Valencia       | 01:03:39 | U23-Europameisterschaft Triathlon                     |
| 31. Aug. 2019 | 3    | ITU World Championship, 20–24 Female AG Sprint           | Lausanne       | 01:09:12 | „Grand Final“: achtes und letztes Rennen der Saison   |

| Datum/Jahr    | Rang | Wettbewerb                                      | Austragungsort | Zeit     | Bemerkung                                           |
| ------------- | ---- | ----------------------------------------------- | -------------- | -------- | --------------------------------------------------- |
| 18. Dez. 2021 | 7    | Deutsche Leichtathletik-Meisterschaft Crosslauf | Sonsbeck       | 01:54:32 | für LAC Freiburg, in der Mannschaftswertung, 6,1 km |
| 12. Dez. 2021 | 45   | Crosslauf-Europameisterschaften 2021            | Dublin         | 01:54:32 |                                                     |

| Datum/Jahr    | Rang | Wettbewerb                       | Austragungsort | Zeit     | Bemerkung         |
| ------------- | ---- | -------------------------------- | -------------- | -------- | ----------------- |
| 10. Juni 2022 | 2    | ITU Duathlon World Championships | Târgu Mureș    | 01:54:32 | Vizeweltmeisterin |

| Datum/Jahr    | Rang | Wettbewerb                           | Austragungsort | Zeit     | Bemerkung                     |
| ------------- | ---- | ------------------------------------ | -------------- | -------- | ----------------------------- |
| 1. Mai 2023   | 3    | ITU Aquathlon World Championships    | Ibiza          | 00:33:10 |                               |
| 17. Sep. 2022 | 4    | ETU Aquathlon European Championships | Bilbao         | 00:29:28 | Europameisterschaft Aquathlon |
| 18. Aug. 2022 | 1    | ITU Aquathlon World Championships    | Šamorín        | 00:32:51 | Weltmeisterin Aquathlon       |